# Медаль «За службу в Корее» (США)
Медаль «За службу в Корее» (англ. Korean Service Medal) — военная награда США, появилась в ноябре 1950 года по приказу президента Гарри Трумэна.
Ею награждались за участие в Корейской войне и военных операциях на территории Кореи в период с 27 июня 1950 по 27 июля 1954 года.

## Основания для награждения
Министерство обороны США признало 13 официальных кампаний Корейской войны, участие в каждой из которых отмечается звёздами «За службу»  к медали «За службу в Корее». Отметки за некоторые кампании распространяются на все виды вооружённых сил США,  другими отмечаются только определённые рода войск. Звёзды «За службу» придаются к медали за участие в следующих кампаниях:      
- North Korean Aggression (Наступление Северной Кореи) (морская пехота, флот): 27 июня 1950 —2 ноября 1950.
- United Nations Defensive (армия, ВВС): 27 июня — 15 сентября 1950[4].
- Inchon Landing (Высадка в Инчхоне) (морская пехота, флот): 13 — 17 сентября 1950[4].
- United Nations Offensive (Наступление ООН[англ.]) (армия, ВВС): 16 сентября — 2 ноября 1950[4].
- Chinese Communist Forces Intervention (Вторжение китайских коммунистических сил) (армия, ВВС): 3 ноября 1950 — 24 января 1951[4].
- Communist China Aggression (Агрессия коммунистических сил Китая) (морская пехота, флот): 3 ноября 1950 — 24 января 1951[4].
- First United Nations Counteroffensive (Первое контрнаступление ООН)(морская пехота, флот, армия, ВВС): 25 января — 21 апреля 1951[4].
- Chinese Communist Forces Spring Offensive (Весеннее наступление китайских коммунистических сил) (морская пехота, флот, армия, ВВС): 22 апреля — 8 июля 1951[4].
- United Nations Summer-Fall Offensive (Летне-осеннее наступление ООН) (морская пехота, флот, армия, ВВС):  9 июля — 27 ноября 1951[4].
- Second Korean Winter (Вторая корейская зима) (морская пехота, флот, армия, ВВС): 28 ноября 1951 — 30 апреля 1952[4].
- Korean Defense Summer-Fall, 1952 (Летне-осенняя корейская оборона, 1952) (морская пехота, флот, армия, ВВС): 1 мая — 30 ноября 1952[4].
- Third Korean Winter (Третья корейская зима) (морская пехота, флот, армия, ВВС): 1 декабря 1952 — 30 апреля 1953[4].
- Korea, Summer 1953 (лето 1953 года в Корее)(морская пехота, флот, армия, ВВС): 1 мая — 27 июля 1953[4].

Для служащих армии, принимавших участие в морском десанте в Инчхоне, как и в парашютной высадке в Сукчоне и в Масане, в дополнение к служебным звёздам выпущен значок парашютиста. Для служащих ВМС, участвовавших в Корейской войне (в любой период) вместе с Корпусом морской пехоты выпущен боевой значок.
Вместе с медалью «За службу в Корее» обычно выдаётся медаль «За службу ООН в Корее». Также существует похожая южнокорейская медаль «За службу в Корее», которой награждаются все военнослужащие США, получившие американскую медаль «За службу в Корее». Также задним числом вручается награда «Благодарность президента Республики Корея» всем американским ветеранам, принимавшим участие в Корейской войне.

## Период награждения
Первое награждение имело место 27 июня 1950 года. Хотя боевые действия в Корее завершились подписанием перемирия 27 июля 1953 года, медаль «За службу в Корее» вручалась до 27 июня 1954 в связи с напряжённым характером оккупационной и гарнизонной службы в период после заключения перемирия, а также с высокой вероятностью нового нападения со стороны Северной Кореи. После 1954 года награждения медалью «За службу в Корее» более не производились, тем не менее служба в Корее в 1960-х отмечалась медалью «За экспедиционную службу в армии». В 2004 была выпущена новая медаль «За службу при обороне Кореи», награждения которой производятся за послевоенную службу в Корейской республике.

## Описание медали
- Аверс: На бронзовой медали 1-1/4 дюйма диаметром изображены корейские врата, окруженные надписью «KOREAN SERVICE» (служба в Корее).
- Реверс: На обратной стороне изображён символ изображённый в центре флага республики Корея с надписью «UNITED STATES OF AMERICA», рисунок обрамляют дубовые и лавровые листья.
- Ленточка: шириной 1-3/8 дюйма состоит из полос: белой (1/32 дюйма) по краям, небесно-синей (19/32 дюйма) в центре белая (1/8 дюйма), небесно-синяя (19/32 дюйма) и белая (1/32 дюйма).

Ленточка медали раскрашена в цвета флага ООН, поскольку военные действия в Корее проходили под эгидой ООН (согласно резолюции Совета безопасности ООН № 82). Сама медаль отображает «корейские врата» (похожие на ильджумун — символические ворота перед корейским буддистким храмом).